# Internet in Osttimor

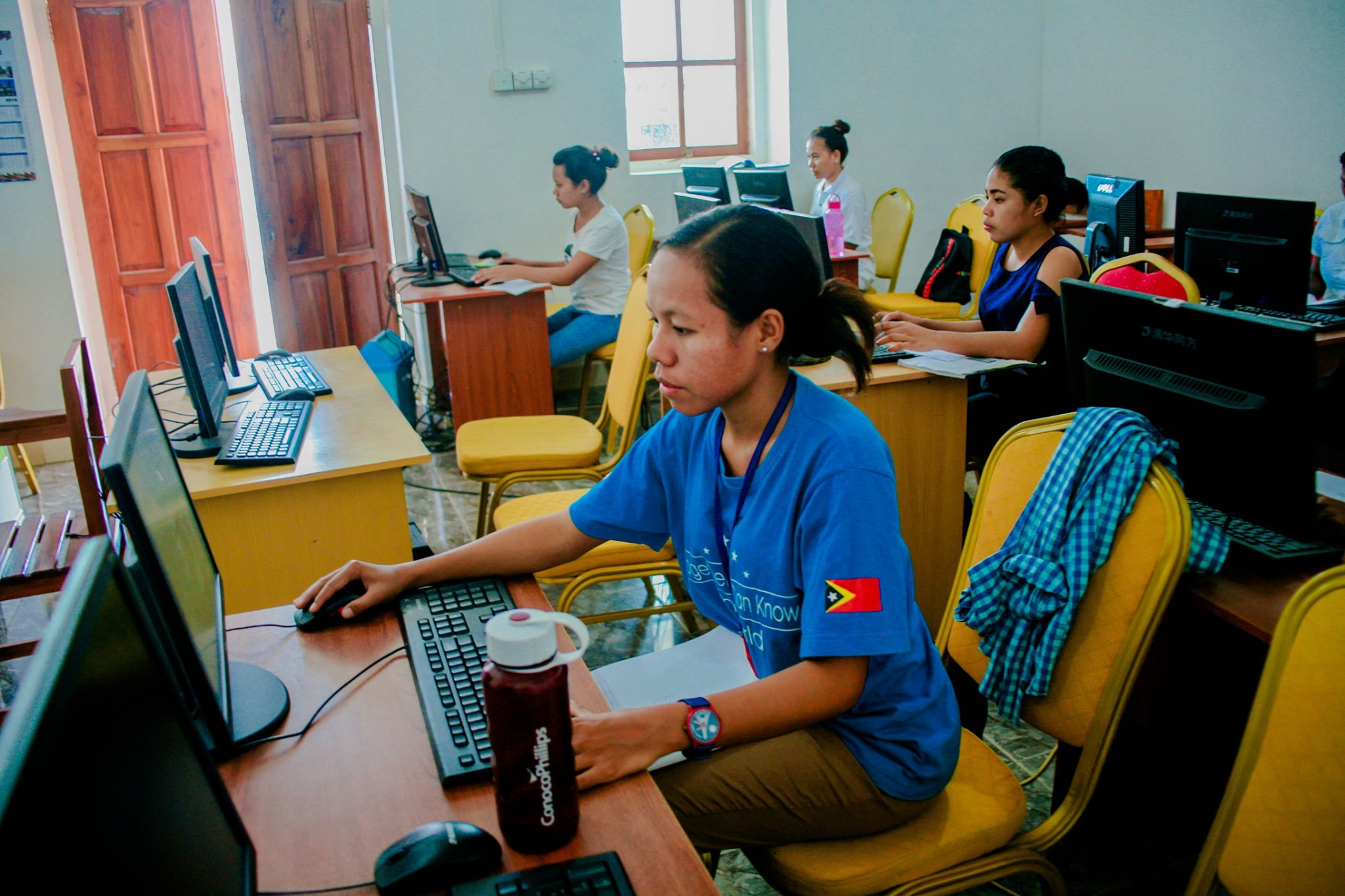
Computerkurs in Osttimor (2019)

In Osttimor nutzten 2018 etwa 30,3 % der Bevölkerung das Internet, was unter dem weltweiten Durchschnitt von 58,8 % liegt. Die Top-Level-Domain von Osttimor lautet seit der Unabhängigkeit 2002 .tl. Zuvor verwendete man während der UN-Verwaltung (1999–2002) .tp.

## Übersicht
Erst 1999 baute das Asia-Pacific Development Information Programme (APDIP) der Vereinten Nationen eine Internetverbindung für Osttimor auf, damit die Übergangsverwaltung der Vereinten Nationen für Osttimor (UNTAET) sie nutzen konnte. Dafür verwendete man eine C-Band-Satellitenverbindung zur Singapore Telecom. Als Geschwindigkeit hatte man zu Beginn nur 256 kbit/s.
2008 gab es landesweit 926 Internetanschlüsse (2004: 601) für das Festnetz. 2010 hatten 0,21 % der Bevölkerung Zugang zum Internet. Im selben Jahr eröffnete die Timor Telecom das erste Internet-Gemeindezentrum. 2016 hatten 1,2 % der Bevölkerung Zugriff auf Festnetz-Internet. Die Volkszählung von 2015 ergab, dass 22.944 Menschen einen Laptop mit Internetanschluss besaßen, weitere 26.217 einen Laptop ohne Internetanschluss. Dagegen lag 2014 der Anteil der Handybesitzer bereits bei 63 % der Bevölkerung.
Das Internet wird daher von den meisten Osttimoresen über ihr Smartphone benutzt. 2017 war die Telemor der erste Anbieter mit 4G-Netz in Osttimor. Seit September 2014 kann die Timor Telecom durch Verwendung des O3b-Netzwerks Hochgeschwindigkeitsbreitband-Internetzugang anbieten. Um Osttimor besser und kostengünstiger mit Breitbandinternet zu versorgen, gibt es Pläne ein Untersee-Glasfaserkabel von Darwin nach Dili zu verlegen.

## Verwendung
Soziale Netzwerke, wie Facebook, haben eine große Bedeutung. 2018 gab es 390.000 Facebook-Konten aus Osttimor, was 28,8 % der Bevölkerung entspricht. Angesichts von geposteten Bildern von Festnahmen und Verletzten und Toten bei Unfällen wird eine mangelnde Privatsphäre beklagt. Beleidigungen, Diffamierungen und Drohungen gegenüber Politikern und traditionellen Führern werden ebenso verbreitet, wie Falschmeldungen. Die Polizei verhaftete mehrere Personen, denen Beschimpfungen von Politikern vorgeworfen wird. Allerdings sieht das osttimoresische Strafrecht keine Konsequenzen bei Diffamierungen vor, weswegen die Festgenommenen wieder freigelassen wurden. Virgílio da Silva Guterres, der Präsident des Presserats, kritisierte, dass die Aktion sich nur gegen Personen richtete, die Politiker angriffen, nicht aber normale Bürger. Auch die Meinungsfreiheit könnte aufgrund der unklaren Rechtslage gefährdet sein.
Seit August 2014 bot die Timor Telecom Wikipedia Zero an. Seiten der Wikipedia konnten nun von TT-Kunden kostenlos auf dem Mobiltelefon aufgerufen werden.